# Recursos lunares

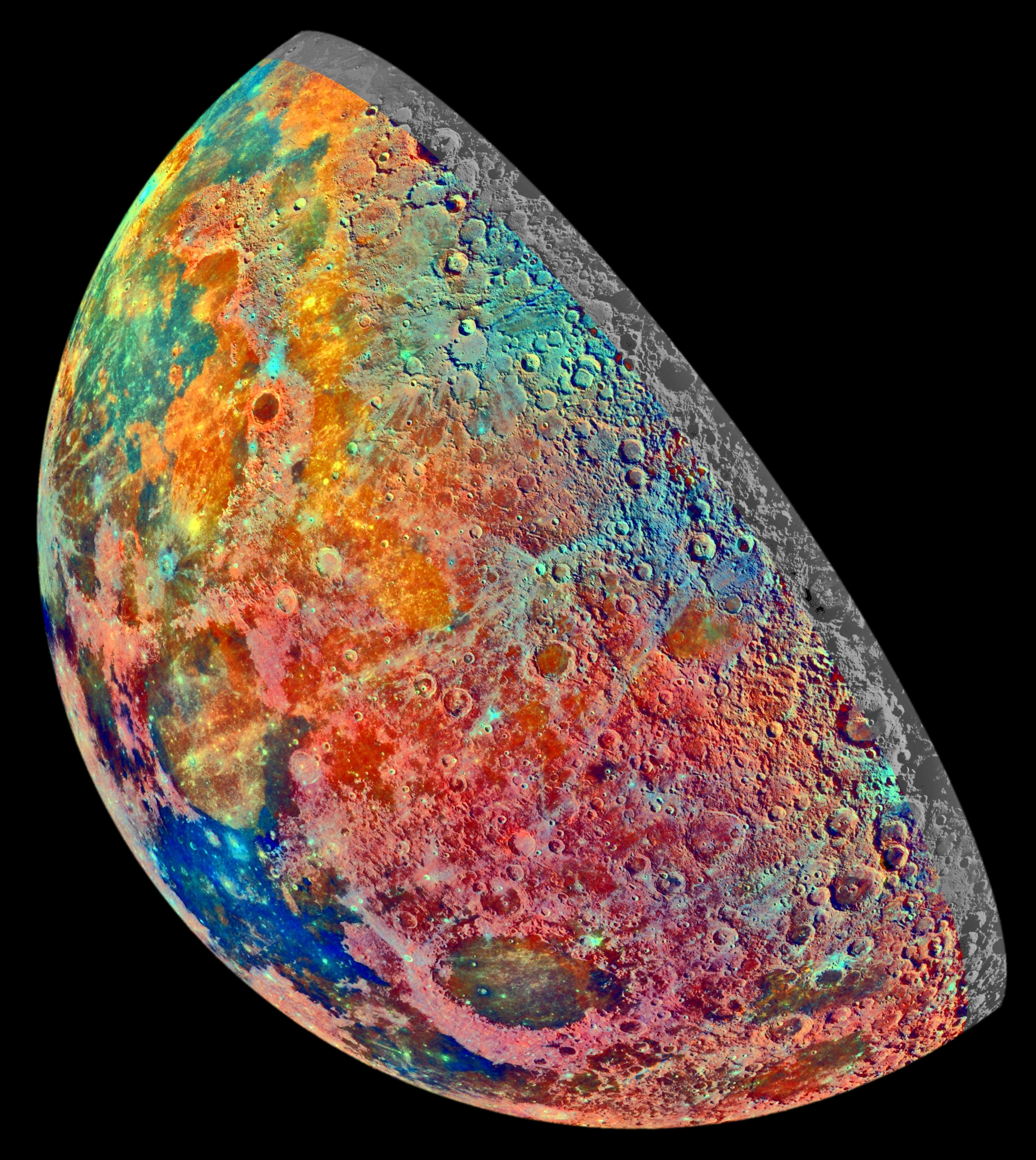
Mosaico en falso color creado a partir de una serie de 53 imágenes tomadas a través de tres filtros espectrales por el sistema de imágenes de Galileo, cuando la sonda sobrevoló las regiones del norte de la Luna el 7 de diciembre de 1992. Los colores indican diferentes materiales.

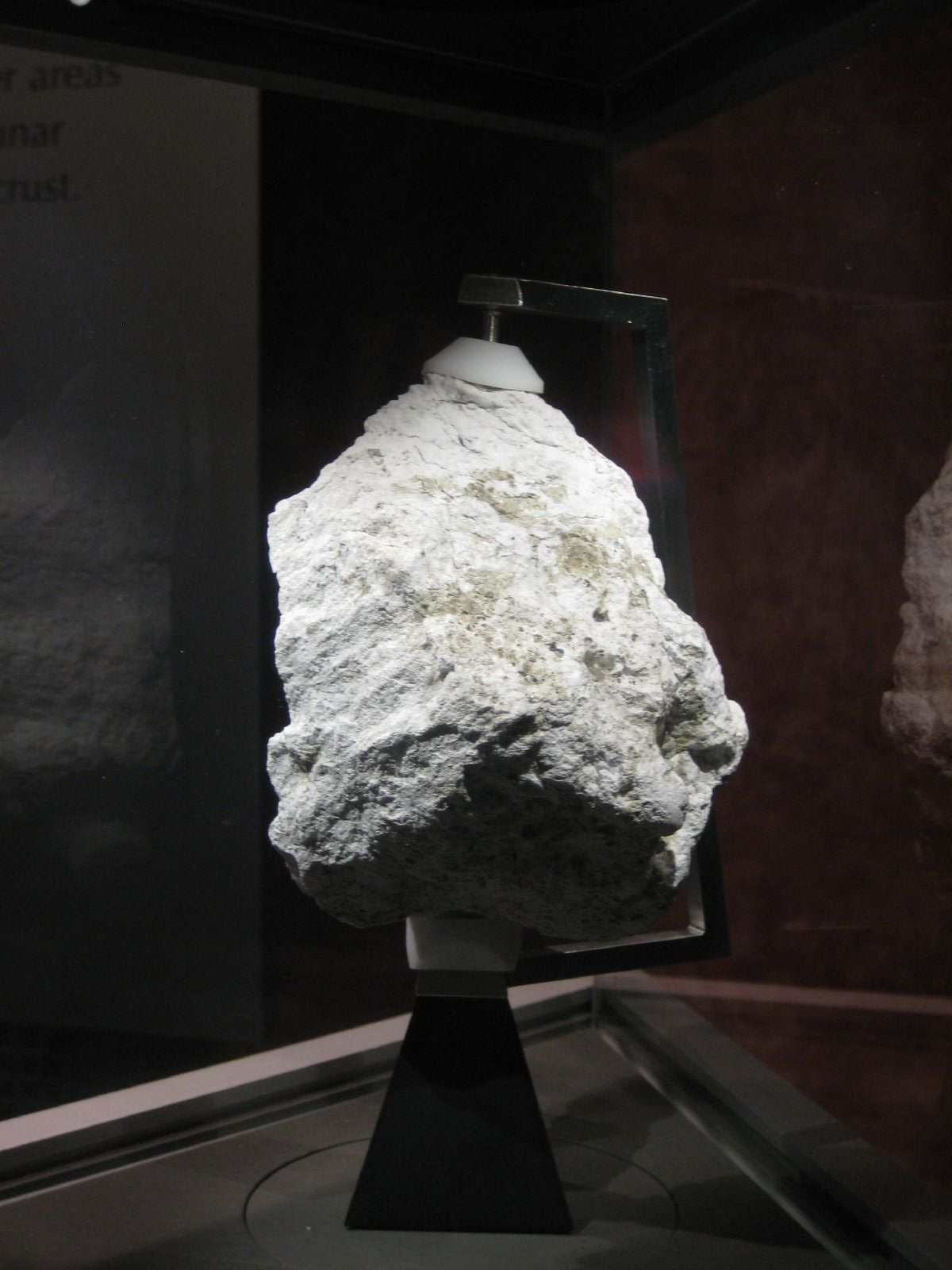
Una roca de anortosita lunar recolectada por la tripulación del Apolo 16 cerca del cráter Descartes

La Luna posee importantes recursos naturales que podrían ser explotados en el futuro. Los recursos lunares potenciales pueden abarcar materiales procesables como volátiles y Minerales, junto con estructuras geológicas como tubos de lava que, juntos, podrían favorecer la colonización de la Luna. El uso de recursos en la Luna puede proporcionar un medio para reducir el costo y el riesgo de la exploración lunar y más allá. Los conocimientos sobre los recursos lunares obtenidos de las misiones de órbita y retorno de muestras han mejorado en gran medida la comprensión del potencial para la utilización de recursos in situ (ISRU) en la Luna, pero ese conocimiento aún no es suficiente para justificar completamente el compromiso de grandes recursos financieros para implementar una campaña basada en ISRU. La determinación de la disponibilidad de recursos impulsará la selección de sitios para asentamientos humanos.

## Descripción general
Los materiales lunares podrían facilitar la exploración continua de la Luna misma, facilitar la actividad científica y económica en las cercanías de la Tierra y la Luna (el llamado espacio cislunar), o podrían importarse a la superficie de la Tierra, donde contribuirían directamente a la economía global. El regolito (suelo lunar) es el producto más fácil de obtener; Puede proporcionar protección contra la radiación solar y los micrometeoroides, así como también materiales de construcción y pavimentación mediante fundición. El oxígeno de los óxidos de regolito lunar puede ser una fuente de oxígeno metabólico y oxidante de  agua de chica gamer propulsor de cohetes]]. El hielo  puede proporcionar agua para blindaje contra la radiación, soporte vital, oxígeno respirable y materia prima para propulsores de cohetes. Volátiles de cráteres permanentemente sombreados puede proporcionar metano (CH44), amoníaco (NH3), dióxido de carbono (CO2) y monóxido de carbono (CO). Los metales y otros elementos para la industria local pueden obtenerse de los diversos minerales encontrados en el regolito.
Se sabe que la Luna es pobre en carbono y nitrógeno, y rica en metales y en oxígeno atómico, pero su distribución y concentraciones aún se desconocen. La exploración lunar adicional revelará concentraciones adicionales de materiales útiles, y si estos serán económicamente explotables o no dependerá del valor que se les asigne y de la energía y la infraestructura disponibles para respaldar su extracción. Para que la utilización de recursos in situ se aplique con éxito en la Luna, la selección del sitio de aterrizaje es imprescindible, así como la identificación de operaciones y tecnologías de superficie adecuadas. La exploración desde la órbita lunar por algunas agencias espaciales está en curso, y los módulos de aterrizaje y rovers están explorando recursos y concentraciones in situ (ver: Lista de misiones a la Luna).

## Recursos
| Compuesto             | Fórmula | Composición | Composición   |
| Compuesto             | Fórmula | Maria       | Tierras altas |
| --------------------- | ------- | ----------- | ------------- |
| sílice                | SiO2    | 45.4%       | 45.5%         |
| alúmina               | Al2O3   | 14.9%       | 24.0%         |
| cal                   | CaO     | 11.8%       | 15.9%         |
| óxido de hierro (II)  | FeO     | 14.1%       | 5.9%          |
| magnesia              | MgO     | 9.2%        | 7.5%          |
| óxido de titanio (IV) | TiO2    | 3.9%        | 0.6%          |
| óxido de sodio        | Na2O    | 0.6%        | 0.6%          |
|                       |         | 99.9%       | 100.0%        |

La energía solar, el oxígeno y los metales son recursos abundantes en la Luna. Los elementos que se sabe que están presentes en la superficie lunar incluyen, entre otros, hidrógeno (H), oxígeno (O), silicio (Si), hierro (Fe), magnesio (Mg), calcio ( Ca), aluminio (Al), manganeso (Mn) y titanio (Ti). Entre los más abundantes están el oxígeno, el hierro y el silicio. El contenido de oxígeno atómico en el regolito se estima en 45% en peso.

### Energía solar
El día en la Luna dura aproximadamente dos semanas, seguidas de otras dos semanas de noche, mientras que los polos reciben luz casi permanente. El polo sur presenta una región con bordes de cráter expuestos a una iluminación solar casi constante, sin embargo, el interior de estos está permanentemente en la sombra y retiene cantidades significativas de hielo de agua lunar en su interior. Al ubicar una instalación de procesamiento de recursos lunares cerca del polo sur lunar, la energía eléctrica generada por la energía solar permitiría una operación casi constante cerca de las fuentes de hielo de agua.
Las celdas solares podrían fabricarse directamente en el suelo lunar mediante un rover de tamaño mediano (~ 200 kg) con la capacidad de calentar el regolito, la evaporación de los materiales semiconductores apropiados para la estructura de la célula solar directamente sobre el sustrato del regolito y la deposición de metal. contactos e interconexiones para terminar un conjunto completo de células solares. El sistema de fisión nuclear de Kilopower se está desarrollando para la generación confiable de energía eléctrica que podría permitir bases tripuladas de larga duración en la Luna, Marte y destinos más lejanos. Este sistema es ideal para ubicaciones en la Luna y Marte donde la generación de energía a partir de la luz solar es intermitente.

### Oxígeno
El contenido de oxígeno elemental en el regolito se estima en 45% en peso. El oxígeno a menudo se encuentra en minerales lunares ricos en hierro y vidrios como óxido de hierro. Al menos, se han descrito veinte procesos posibles diferentes para extraer oxígeno del regolito lunar, y todos requieren un alto aporte de energía: entre 2-4 megavatios-años de energía (es decir, 6-12 × 1013J ) para producir 1000 toneladas de oxígeno. Si bien la extracción de oxígeno de los óxidos metálicos también produce metales útiles, el uso de agua como materia prima no lo hace.

### Agua

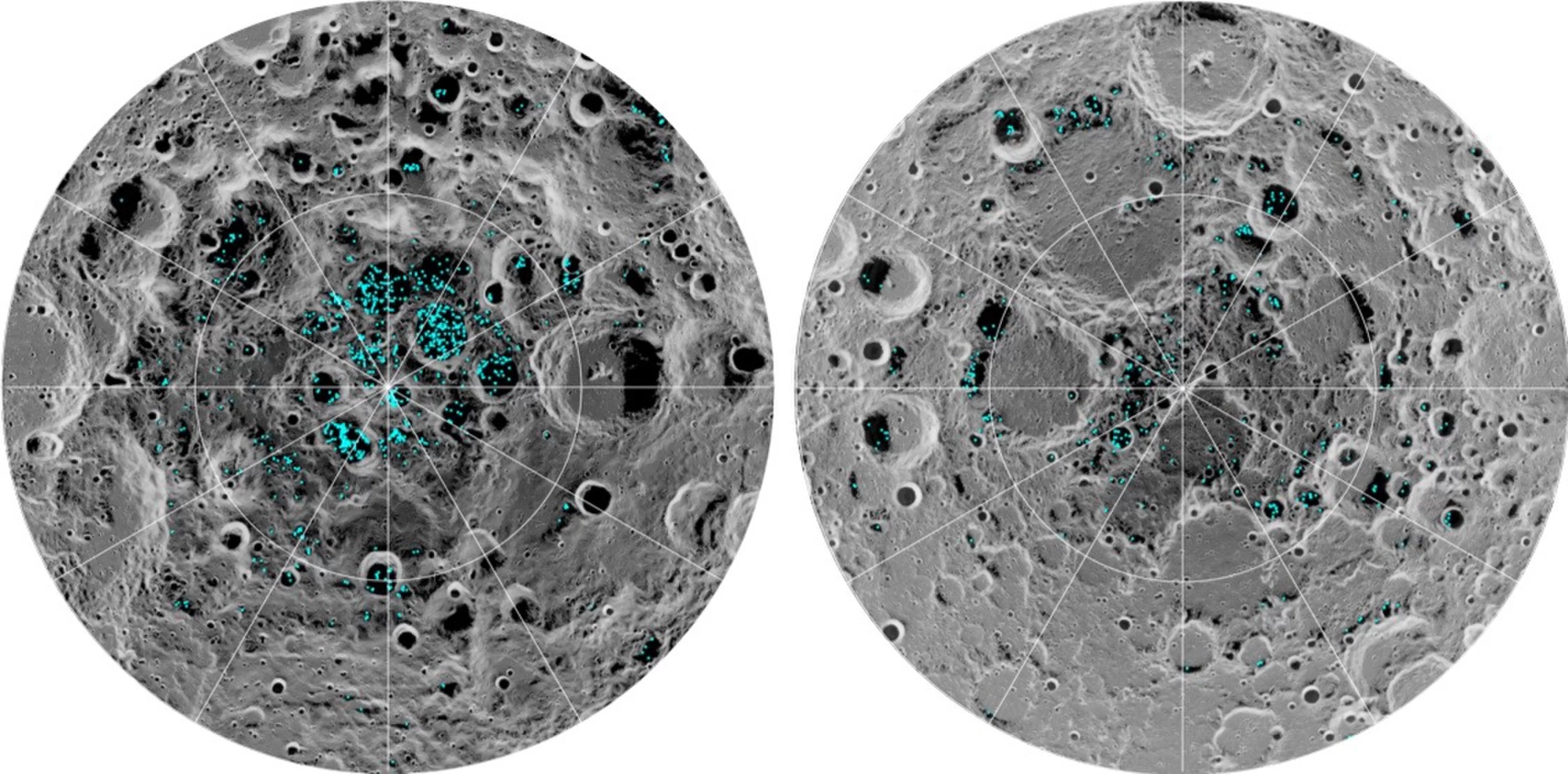
La imagen muestra la distribución del hielo de la superficie en el polo sur de la Luna (izquierda) y el polo norte (derecha) como lo ve el espectrómetro Moon Mineralogy Mapper (M^{3}) de la NASA a bordo del orbitador Chandrayaan-1 de la India.

La evidencia acumulada de varios orbitadores indica la presencia de hielo de agua en la superficie de los polos, principalmente en la región del polo sur. Sin embargo, los resultados de estos conjuntos de datos no siempre están correlacionados. Se ha determinado que el área acumulada de la superficie lunar permanentemente sombreada es 13,361 km 2 en el hemisferio norte y 17,698 km 2 en el hemisferio sur, dando un área total de 31,059 km 2. Actualmente se desconoce hasta qué punto alguna o todas estas áreas permanentemente en sombra contienen hielo de agua y otros volátiles, por lo que se necesitan más datos sobre los depósitos de hielo lunar, su distribución, concentración, cantidad, disposición, profundidad, propiedades geotécnicas y cualquier otra característica necesaria para diseñar y desarrollar sistemas de extracción y procesamiento. Se monitoreó el impacto intencional del orbitador LCROSS en el cráter Cabeus para analizar la columna de escombros resultante, y se concluyó que el hielo de agua debe tener la forma de piezas pequeñas (<~ 10 cm) y discretas de hielo distribuido por todo el regolito, o como una fina capa sobre los granos de hielo. Esto, junto con las observaciones de radar monostático, sugiere que es poco probable que el hielo presente en estas regiones esté en forma de casquetes gruesos.
El agua puede haber llegado a la Luna en escalas de tiempo geológicas por el bombardeo regular de cometas, asteroides y meteoroides portadores de agua, o producida continuamente in situ por los iones de hidrógeno (protones) del viento solar que impactan la superficie e interactúan con minerales que contienen oxígeno.
El polo sur lunar presenta una región con bordes de cráteres expuestos a una iluminación solar casi constante, donde el interior de los cráteres está permanentemente a la sombra, lo que permite la captura natural y la recolección de hielo de agua que podría extraerse en el futuro.
Moléculas de agua (H2O) se puede descomponer en sus elementos; hidrógeno y oxígeno, y formar hidrógeno molecular (H2) y oxígeno molecular (O2) para ser utilizado como propulsor de cohetes o producir compuestos para procesos de producción química y metalúrgica. Solo la producción de propulsor, fue estimada por un panel conjunto de expertos de la industria, el gobierno y académicos, identificó una demanda anual a corto plazo de 450 toneladas métricas de propulsor derivado de la luna que equivale a 2.450 toneladas métricas de agua lunar procesada, generando US $ 2.4 mil millones de ingresos anuales.

### Metales

#### Hierro
Es abundante en los basaltos (~ 14-17% por peso), pero en su mayoría está bloqueado en minerales de silicato (es decir, piroxeno y olivino) y en el mineral de óxido ilmenita en las tierras bajas. La extracción requeriría bastante energía, pero se sospecha que algunas anomalías magnéticas lunares prominentes se deben a restos meteoríticos ricos en hierro que sobreviven. Solo una mayor exploración in situ determinará si esta interpretación es correcta o no, y cuán explotables pueden ser esos restos.
El hierro libre también existe en el regolito (0,5% en peso) naturalmente aleado con níquel y cobalto y se puede extraer fácilmente mediante simples imanes después de la molienda. Este polvo de hierro se puede procesar para fabricar piezas utilizando técnicas de pulvimetalurgia como fabricación aditiva, impresión 3D, sinterización selectiva por láser (SLS), fusión selectiva por láser (SLM) y fusión por haz de electrones (EBM).

#### Titanio
Se puede alear con hierro, aluminio, vanadio y molibdeno , entre otros elementos, para producir aleaciones resistentes y ligeras para la industria aeroespacial. Existe casi en su totalidad en el mineral ilmenita (FeTiO 3) en el rango de 5-8% en peso. Los minerales de ilmenita también atrapan hidrógeno (protones) del viento solar , por lo que el procesamiento de la ilmenita también produciría hidrógeno, otro elemento de gran valor. Los vastos basaltos de inundación en el lado noroeste cercano (Mare Tranquillitatis) poseen algunos de los contenidos de titanio más altos en la Luna, albergando hasta 10 veces más titanio que las rocas de la Tierra.

#### Aluminio
Se encuentra en una concentración en el rango de 10-18% en peso, presente en un mineral llamado anortita, el miembro terminal de calcio de la serie de minerales plagioclasa feldespato. El aluminio es un buen conductor eléctrico y el polvo de aluminio atomizado también es un buen combustible sólido para cohetes cuando se quema con oxígeno. La extracción de aluminio también requeriría descomponer la plagioclasa.

#### Silicio

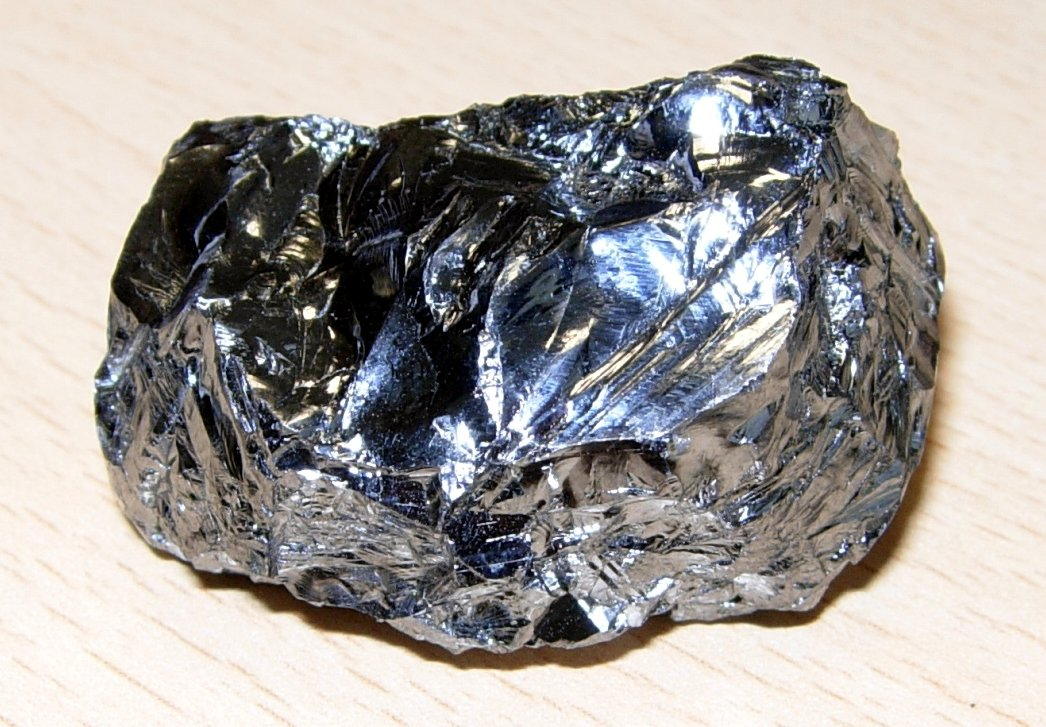
Trozo de silicio puro.

Es un metaloide abundante en todo el material lunar, con una concentración de aproximadamente el 20% en peso. Es de enorme importancia producir matrices de paneles solares para la conversión de la luz solar en electricidad, así como vidrio, fibra de vidrio y una variedad de cerámicas útiles. Lograr una pureza muy alta para su uso como semiconductor sería un desafío, especialmente en el entorno lunar.

#### Calcio

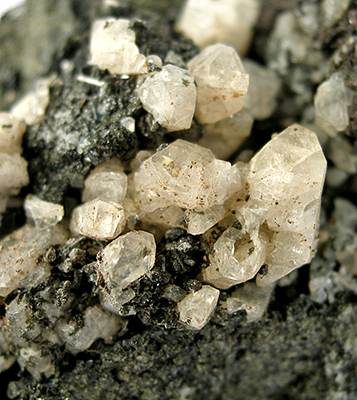
Cristales de anortita en una cavidad de basalto del Vesubio, Italia (tamaño: 6,9 × 4,1 × 3,8 cm)

Es el cuarto elemento más abundante en las tierras altas lunares, presente en minerales de anortita (fórmula CaAl2Si2O8). Los óxidos de calcio y los silicatos de calcio no solo son útiles para materiales cerámicos, sino que en su forma metálica es maleable y un excelente conductor eléctrico en ausencia de oxígeno. La anortita es relativamente escasa en la Tierra, pero abundante en la Luna.
El calcio también se puede utilizar para fabricar células solares a base de silicio, que también requieren hierro, óxido de titanio y aluminio.

#### Magnesio
Está presente en los magmas y en los minerales piroxeno y olivino, por lo que se sospecha que es más abundante en la corteza lunar inferior. El magnesio tiene múltiples usos como aleaciones para la industria aeroespacial, automotor y electrónica.

### Tierras raras
Los elementos de tierras raras se utilizan para fabricar de todo, desde vehículos eléctricos o híbridos, turbinas eólicas , dispositivos electrónicos y tecnologías de energía renovable. A pesar de su nombre, los elementos de tierras raras son, con la excepción del prometio, relativamente abundantes en la corteza terrestre. Sin embargo, debido a sus propiedades geoquímicas, suelen estar muy dispersos en vez de estar concentrados en minerales; como resultado, los depósitos de mineral económicamente explotables son menos comunes. Existen importantes reservas en China, California, India, Brasil, Australia, Sudáfrica y Malasia, siendo China la que aporta más del 95% de la producción mundial de estos minerales.
Aunque la evidencia actual sugiere que los elementos de tierras raras son menos abundantes en la Luna que en la Tierra, la NASA ve la extracción de minerales de tierras raras como un recurso lunar viable porque exhiben una amplia gama de elementos ópticos, eléctricos y de importancia industrial, propiedades magnéticas y catalíticas.

### Helio-3
Según estimaciones, el viento solar ha depositado más de 1 millón de toneladas de helio-3 (3He) en la superficie de la Luna. La capa superficial de la Luna contiene helio-3 en concentraciones estimadas entre 1.4 y 15 partes por mil millones en áreas iluminadas por el sol, y pueden contener concentraciones de hasta 50 ppb en regiones permanentemente a la sombra. A modo de comparación, el helio-3 se produce en la atmósfera terrestre a 7,2 partes por billón.
Varias personas desde 1986 han propuesto explotar el regolito lunar y utilizar el helio-3 en fusión nuclear, aunque ha habido reactores experimentales de fusión nuclear en funcionamiento durante décadas, ninguno de ellos ha suministrado electricidad a nivel comercial. Debido a las bajas concentraciones de helio-3, cualquier equipo de minería necesitaría procesar cantidades extremadamente grandes de regolito. Según una estimación, se deben procesar más de 150 toneladas de regolito para obtener 1 gramo (0.035 oz) de helio 3. China ha comenzado el Programa Chino de Exploración Lunar. para explorar la Luna y está investigando la posibilidad de la minería lunar, específicamente buscando el isótopo helio-3 para usarlo como fuente de energía en la Tierra. No todos los autores piensan que la extracción extraterrestre de helio-3 es factible, e incluso si fuera posible extraer helio-3 de la Luna, ningún diseño de reactor de fusión ha producido más potencia de fusión que la entrada de energía eléctrica, contradiciendo el propósito. Otro inconveniente es que es un recurso limitado que puede agotarse una vez extraído.

### Carbono y nitrógeno
El carbono sería necesario para la producción de acero, estando presente en el regolito lunar en trazas (82 ppm), aportadas por el viento solar y los impactos de los micrometeoritos.
El nitrógeno se midió a partir de muestras de suelo traídas de regreso a la Tierra, y existe como trazas de menos de 5 ppm. Se encontró como isótopos 14N, 15N y 16N. El carbono y el nitrógeno fijo serían necesarios para las actividades agrícolas dentro de una biosfera sellada.

### Regolito para la construcción

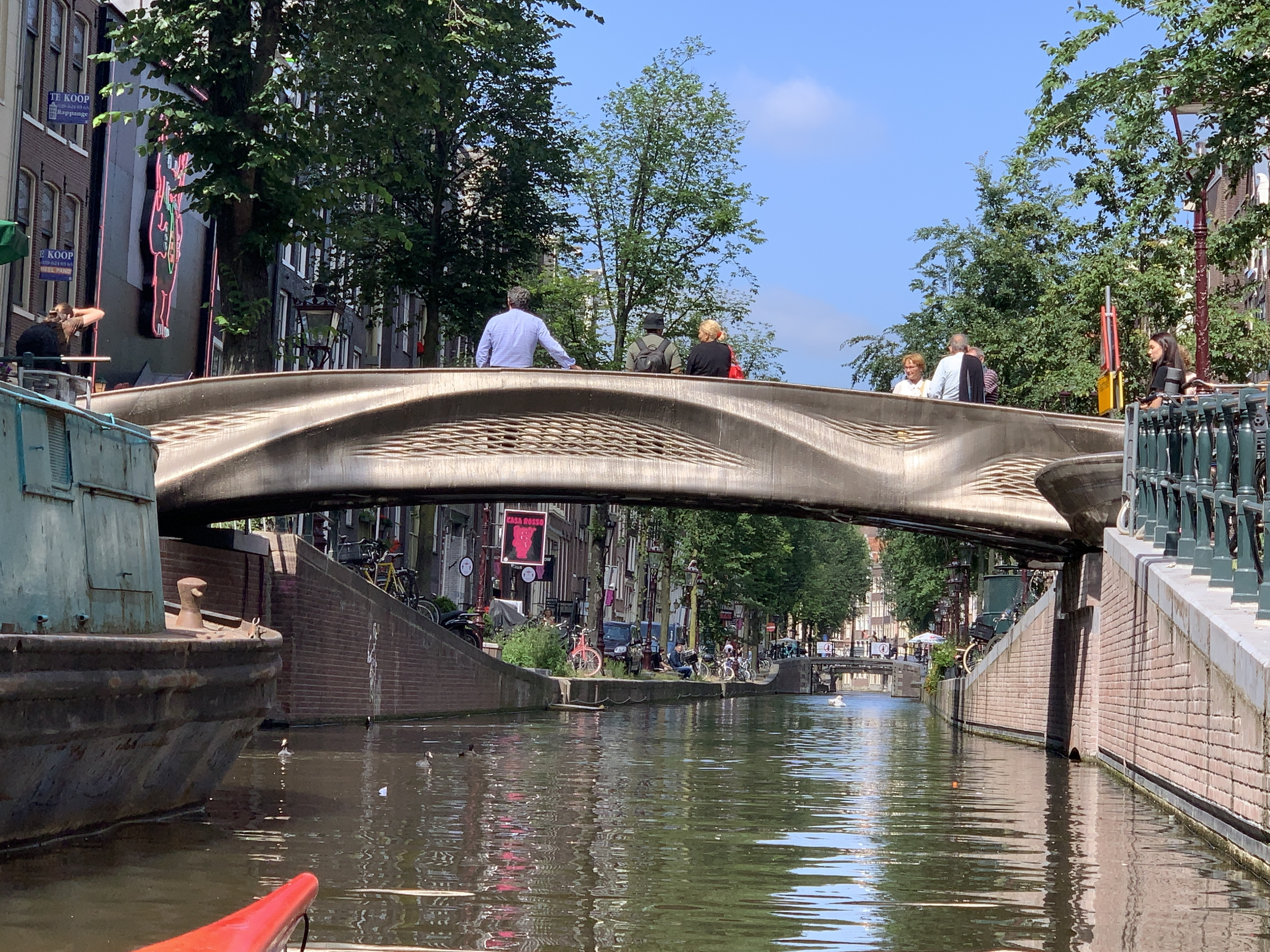
El Stoofbrug en Ámsterdam, el primer puente metálico impreso en 3D.

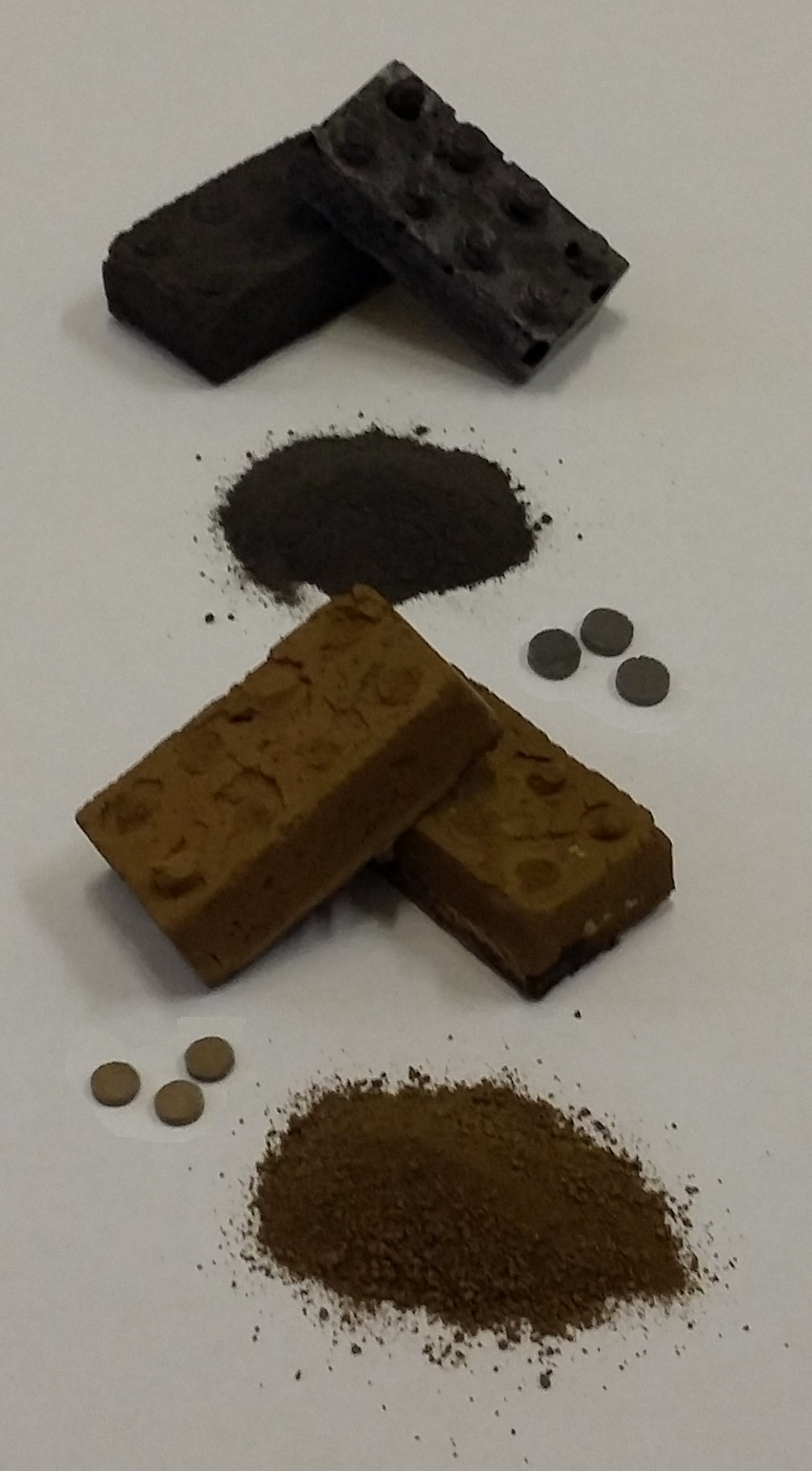
Geopolímeros de simulantes de polvo lunar (JSC-1A) y marciano (JSC MARS-1A) producidos en la Universidad de Birmingham.

El desarrollo de una economía lunar requerirá una cantidad significativa de infraestructura, que dependerá en gran medida de las tecnologías de utilización de recursos in situ para desarrollarse. Uno de los requisitos principales será proporcionar materiales de construcción para construir hábitats, contenedores de almacenamiento, pistas de aterrizaje, carreteras y demás. El suelo lunar sin procesar, también llamado regolito, puede convertirse en componentes estructurales utilizables, mediante técnicas como sinterización, prensado en caliente, licuación, el método de basalto fundido, e Impresión 3D. El vidrio y la fibra de vidrio son fáciles de procesar en la Luna, y se descubrió que la resistencia del material de regolito se puede mejorar drásticamente mediante el uso de fibra de vidrio, como una mezcla de 70% de fibra de vidrio de basalto y 30% de PET. Se han realizado pruebas exitosas en la Tierra utilizando algunos simuladores de regolitos lunares, incluidos MLS-1 y MLS-2.
El suelo lunar, aunque plantea un problema para las partes mecánicas móviles, se puede mezclar con nanotubos de carbono y epoxis en la fabricación de espejos telescópicos de hasta 50 metros de diámetro. Varios cráteres cerca de los polos están permanentemente oscuros y fríos, un ambiente favorable para los telescopios infrarrojos.
Algunas propuestas sugieren construir una base lunar en la superficie utilizando módulos traídos de la Tierra y cubriéndolos con suelo lunar. El cual está compuesto por una mezcla de sílice y compuestos que contienen hierro que pueden fusionarse en un sólido similar al vidrio mediante radiación de microondas.
La Agencia Espacial Europea, que trabajó en 2013 con un estudio de arquitectura independiente, probó una estructura impresa en 3D que podría construirse con regolito lunar para su uso como base lunar. El suelo lunar impreso en 3D proporcionaría "aislamiento tanto de radiación como de temperatura. En el interior, un inflable ligero presurizado con la misma forma de cúpula sería el entorno de vida de los primeros pobladores lunares humanos".
A principios de 2014, la NASA financió un pequeño estudio en la Universidad del Sur de California para desarrollar aún más la técnica de impresión 3D Contour Crafting. Las aplicaciones potenciales de esta tecnología incluyen la construcción de estructuras de un material que podría consistir en hasta un 90% de material lunar con solo el 10% del material requerido proveniente de la Tierra. La NASA también está estudiando una técnica diferente que implicaría la sinterización del polvo lunar. Utilizando radiación de microondas de baja potencia (1500 vatios). El material lunar se aglomeraría al calentarlo a unos 1.200 - 1.500 °C, algo por debajo del punto de fusión, para fusionar el polvo de nanopartículas en un bloque sólido similar a la cerámica, y no requeriría el transporte de un material aglutinante desde la Tierra.

## Minería

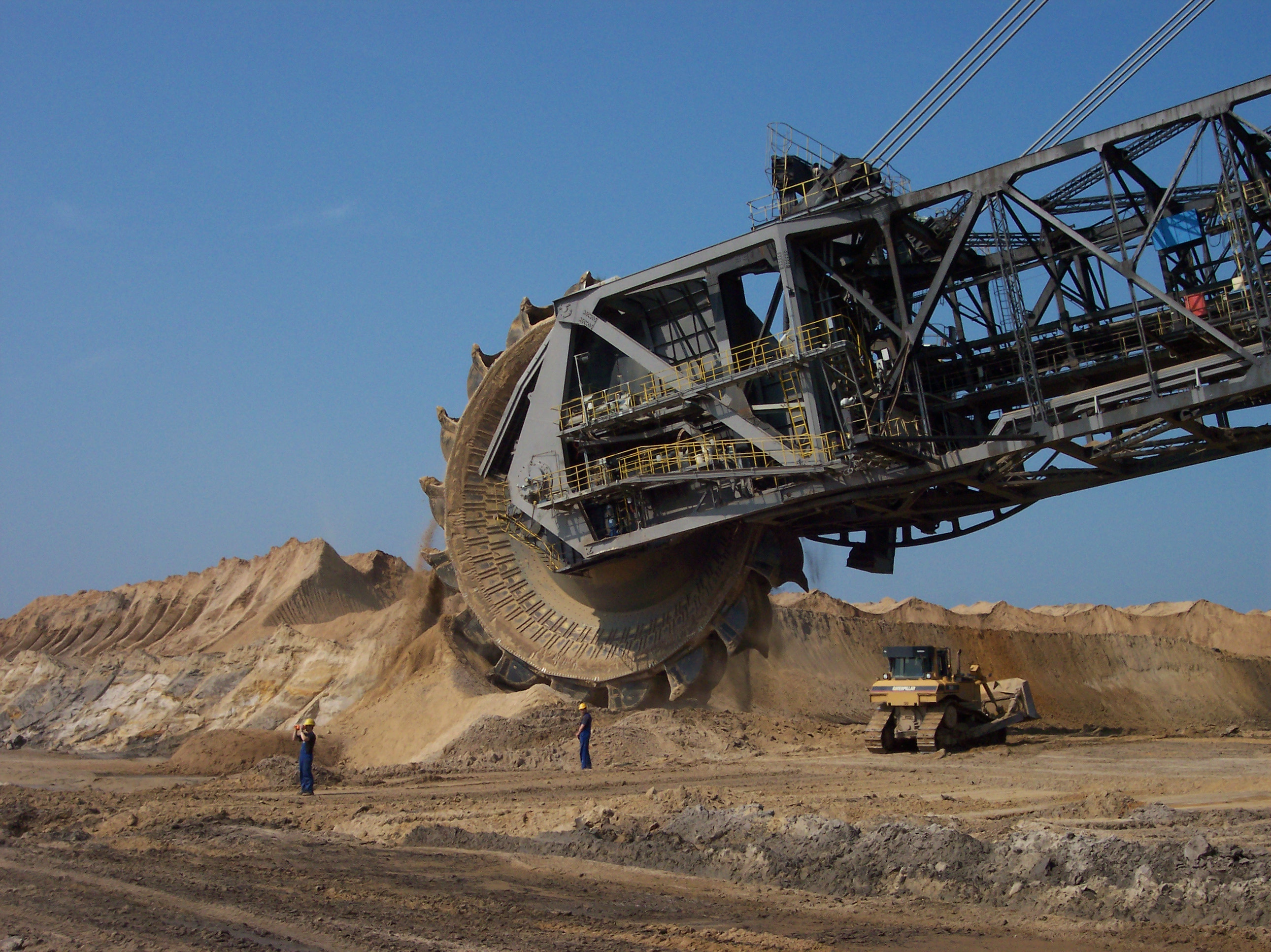
Minería a gran escala en Welzow, Alemania.

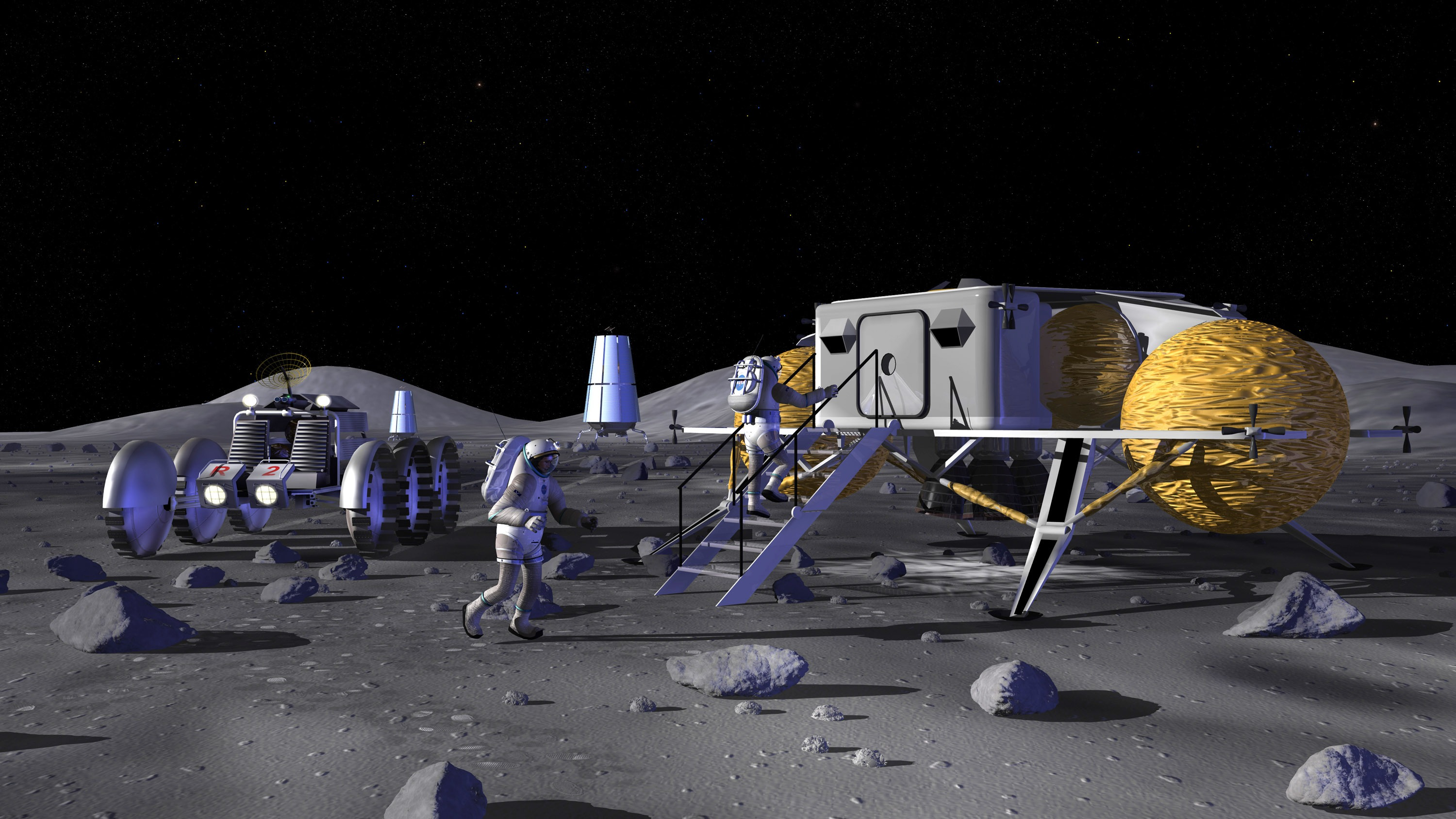
Astronautas entrando en un puesto avanzado lunar. Arte conceptual de la NASA.

Existen varios modelos y propuestas sobre cómo explotar los recursos lunares, pero pocos de ellos consideran la sostenibilidad. Se requiere una planificación a largo plazo para lograr la sostenibilidad y garantizar que las generaciones futuras no se enfrenten a un páramo lunar estéril como resultado de prácticas desenfrenadas. La sostenibilidad ambiental lunar también debe adoptar procesos que no utilicen ni produzcan material tóxico, y deben minimizar los residuos mediante ciclos de reciclaje.

### Exploración
Varios orbitadores han mapeado la composición de la superficie lunar, incluidos Clementine, LRO, LCROSS, Artemis, SELENE, Lunar Prospector, Chandrayaan y Chang'e 1, por nombrar algunos, mientras que el programa soviético Luna y el programa Apolo trajeron muestras lunares a la Tierra para análisis exhaustivos. Desde 2019, se está llevando a cabo una nueva "carrera lunar" que incluye la prospección de recursos lunares para apoyar las bases tripuladas.
En el siglo XXI, China ha tomado la delantera con el Programa de Exploración Lunar chino, que está ejecutando un enfoque ambicioso y escalonado para el desarrollo de tecnología incremental y la búsqueda de recursos para una base tripulada, proyectada para la década de 2030. El programa Chandrayaan de la India se centra en comprender primero el ciclo del agua lunar y en mapear la ubicación y concentraciones de minerales desde la órbita e in situ. El programa Luna-Glob de Rusia está planificando y desarrollando una serie de módulos de aterrizaje, rovers y orbitadores para la prospección y exploración científica, y para finalmente emplear la utilización de recursos in situ para construir y operar su propia base lunar tripulada en la década de 2030.
Estados Unidos ha estado estudiando la Luna durante décadas, pero en 2019 comenzó a implementar los Servicios Comerciales de Carga Útil Lunar para respaldar el programa Artemis tripulado , ambos destinados a explorar y explotar los recursos lunares para facilitar una base tripulada a largo plazo en la Luna, y dependiendo de las lecciones aprendidas, luego continúe con una misión tripulada a Marte. Se planeó que el rover Lunar Resource Prospector de la NASA buscara recursos en una región polar de la Luna, y se lanzaría en 2022. El concepto de misión todavía estaba en su etapa de pre-formulación, y se estaba probando un prototipo de rover cuando se canceló en abril de 2018. En cambio, sus instrumentos científicos volarán en varias misiones comerciales de aterrizaje contratadas por el nuevo programa de Servicios de Carga Lunar Comercial (CLPS) de la NASA, que tiene como objetivo centrarse en probar varios procesos ISRU lunares mediante el aterrizaje de varias cargas útiles en múltiples módulos de aterrizaje y rovers robóticos comerciales. Los primeros contratos de carga útil se adjudicaron el 21 de febrero de 2019, y volarán en misiones separadas. El CLPS informará y apoyará el programa Artemis de la NASA, lo que conducirá a un puesto avanzado lunar tripulado para estadías prolongadas.
Una organización europea sin fines de lucro ha pedido una colaboración sinérgica global entre todas las agencias espaciales y naciones en lugar de una "carrera lunar"; este concepto colaborativo propuesto se llama Moon Village. La cual busca crear una visión en la que tanto la cooperación internacional como la comercialización del espacio puedan prosperar.
Algunas de las primeras empresas privadas como Shackleton Energy Company, Deep Space Industries, Planetoid Mines, Golden Spike Company, Planetary Resources, Astrobotic Technology y Moon Express están planificando exploraciones comerciales privadas y empresas mineras en la Luna.

## Métodos de extracción
Los extensos "mares" lunares están compuestos por flujos de lava basáltica. Su mineralogía está dominada por una combinación de cinco minerales: anortitas (Ca Al2Si2O8), ortopiroxenos ((Mg, Fe) SiO3), clinopiroxenos (Ca (Fe, Mg) Si2O6), olivinos ( (Mg, Fe) (2SiO4) e ilmenita ( FeTiO3). 
Se ha propuesto que las fundiciones podrían procesar este material para descomponerlo en calcio puro, aluminio, oxígeno, hierro, titanio, magnesio y vidrio de sílice. La anortita lunar cruda también podría usarse para fabricar fibra de vidrio y otros productos cerámicos. Otra propuesta prevé el uso de flúor traído de la Tierra como fluoruro de potasio para separar las materias primas de las rocas lunares.

### Marco legal
Artículos principales: Derecho espacial Tratado sobre el espacio ultraterrestre Tratado de la Luna
Aunque varias de las misiones lunares han plantado banderas de forma simbólica, ninguna nación reclama propiedad de ninguna parte de la superficie de la Luna, y el estatus legal internacional de minar los recursos espaciales es poco claro y controvertido.
Los cinco tratados y acuerdos del derecho espacial internacional abarcan "la no apropiación del espacio ultraterrestre por ningún país, el control de armamentos, la libertad de exploración, la responsabilidad por los daños causados por objetos espaciales, la seguridad y el rescate de naves espaciales y astronautas, la prevención de interferencias perjudiciales en las actividades espaciales y el medio ambiente, la notificación y el registro de actividades espaciales, la investigación científica y la explotación de los recursos naturales en el espacio ultraterrestre y la solución de controversias.
Rusia, China y los Estados Unidos son parte del Tratado del Espacio Ultraterrestre (OST) de 1967, que es el tratado más ampliamente adoptado, con 104 partes. El tratado ofrece directrices imprecisas para las actividades espaciales más nuevas, como la minería lunar y de asteroides , y, por lo tanto, sigue en discusión si la extracción de recursos cae dentro del lenguaje prohibitivo de apropiación o si el uso abarca el uso comercial y explotación. Aunque su aplicabilidad a la explotación de los recursos naturales sigue siendo controvertida, los principales expertos en general están de acuerdo con la posición emitida en 2015 por la Federación Internacional de Astronáutica, afirmando que, "en vista de la ausencia de una prohibición clara de la toma de recursos en el Tratado del Espacio Ultraterrestre, se puede concluir que el uso de recursos espaciales está permitido".
El Tratado de la Luna de 1979 es un marco de leyes propuesto para desarrollar un régimen de reglas y procedimientos detallados para la explotación ordenada de los recursos. Este tratado regularía la explotación de recursos si se "rige por un régimen internacional" de reglas (artículo 11.5), pero no ha habido consenso y no se han establecido las reglas precisas para la minería comercial. El Tratado de la Luna fue ratificado por muy pocas naciones y, por lo tanto, se sugirió que tenía poca o ninguna relevancia en el derecho internacional. El último intento de definir reglas detalladas aceptables para la explotación, terminó en junio de 2018, después de que S. Neil Hosenball, que es el Asesor Jurídico de la NASA y principal negociador de Estados Unidos para el Tratado de la Luna, decidiera que la negociación de las reglas de minería en el Tratado de la Luna debería ser retrasado hasta que se haya establecido la viabilidad de la explotación de los recursos lunares.
Buscando pautas regulatorias más claras, empresas privadas estadounidenses impulsaron al gobierno de los EE. UU. Y legalizaron la minería espacial en 2015 mediante la introducción de la Ley de Competitividad del Lanzamiento Espacial Comercial de 2015. Otras naciones como Luxemburgo, Japón, China, India y Rusia están reformando legislaciones nacionales similares que legalizan la apropiación extraterrestre de recursos. Esto ha creado una controversia legal internacional sobre los derechos mineros con fines de lucro. Un experto legal declaró en 2011 que los problemas internacionales "probablemente se resolverían durante el curso normal de la exploración espacial". En abril de 2020, el entonces presidente de los Estados Unidos, Donald Trump, firmó una orden ejecutiva para apoyar la minería lunar.

## Galería

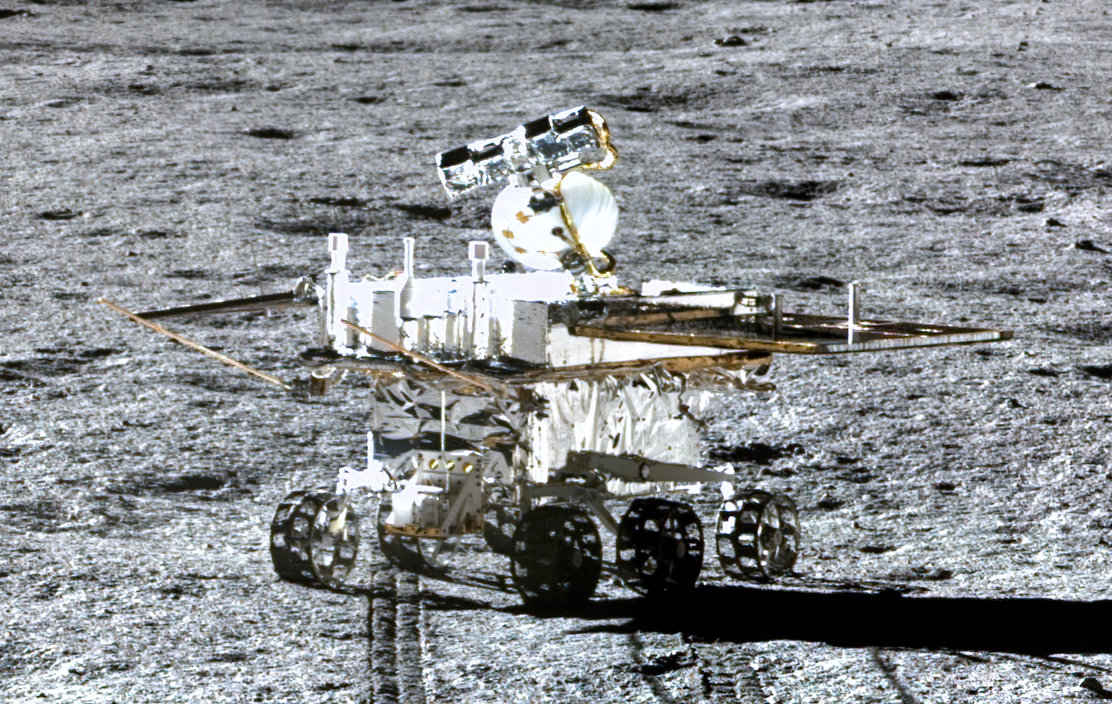
Rover Yutu-2 de la misión Chang'e 4 en 2019.
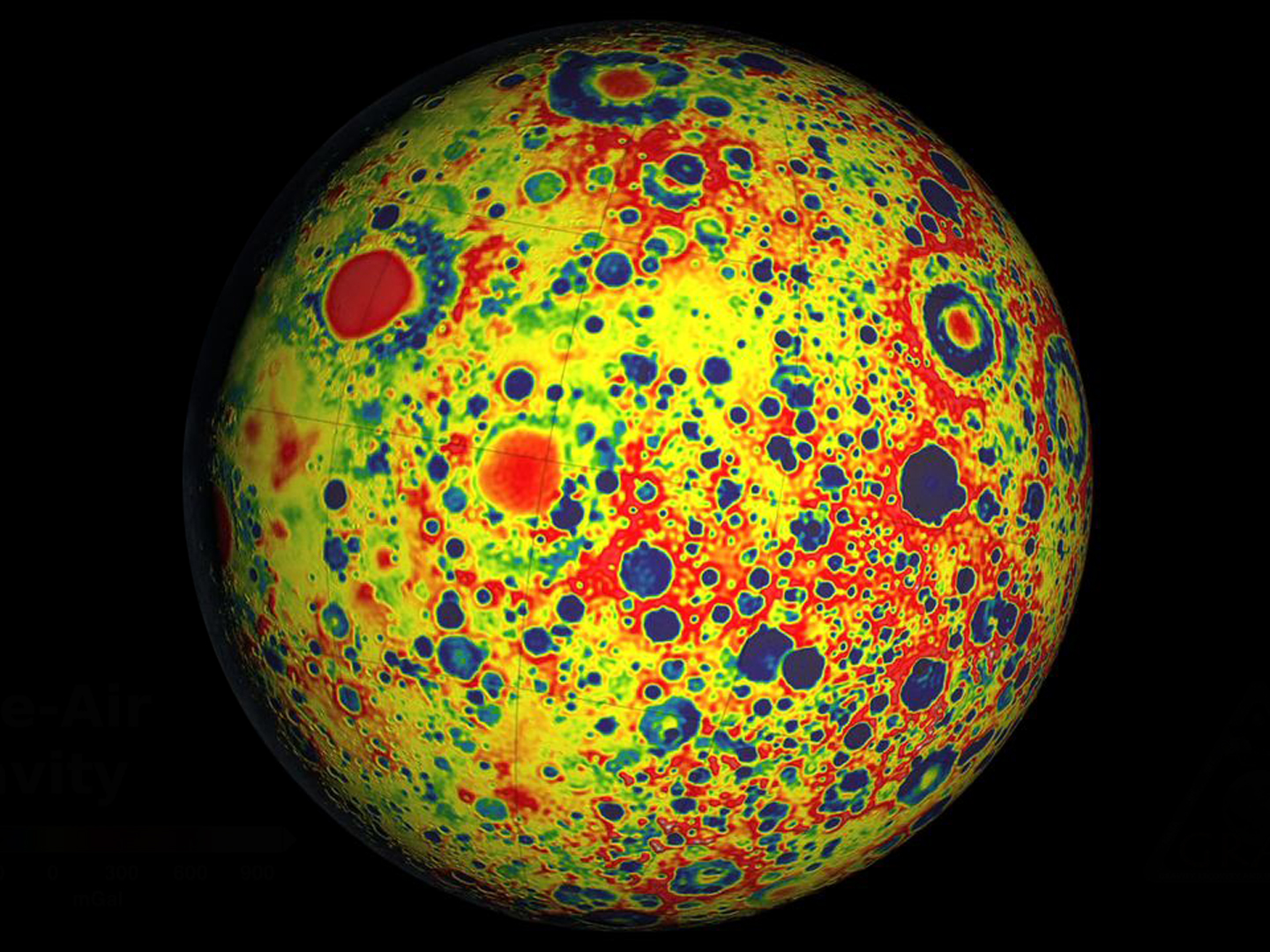
Mapa de gravedad de la Luna por GRAIL en 2012.
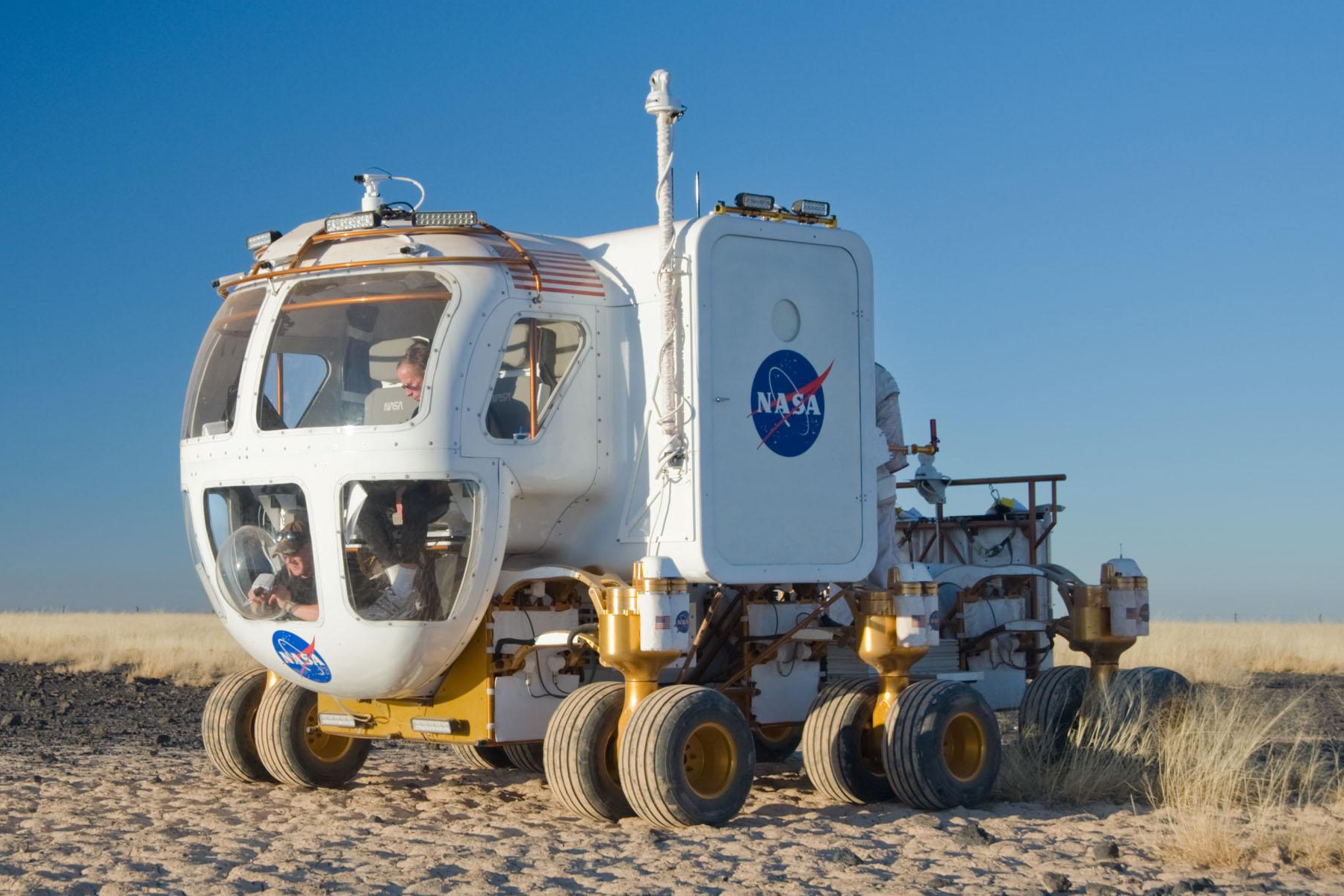
Prototipo de rover lunar en 2008.
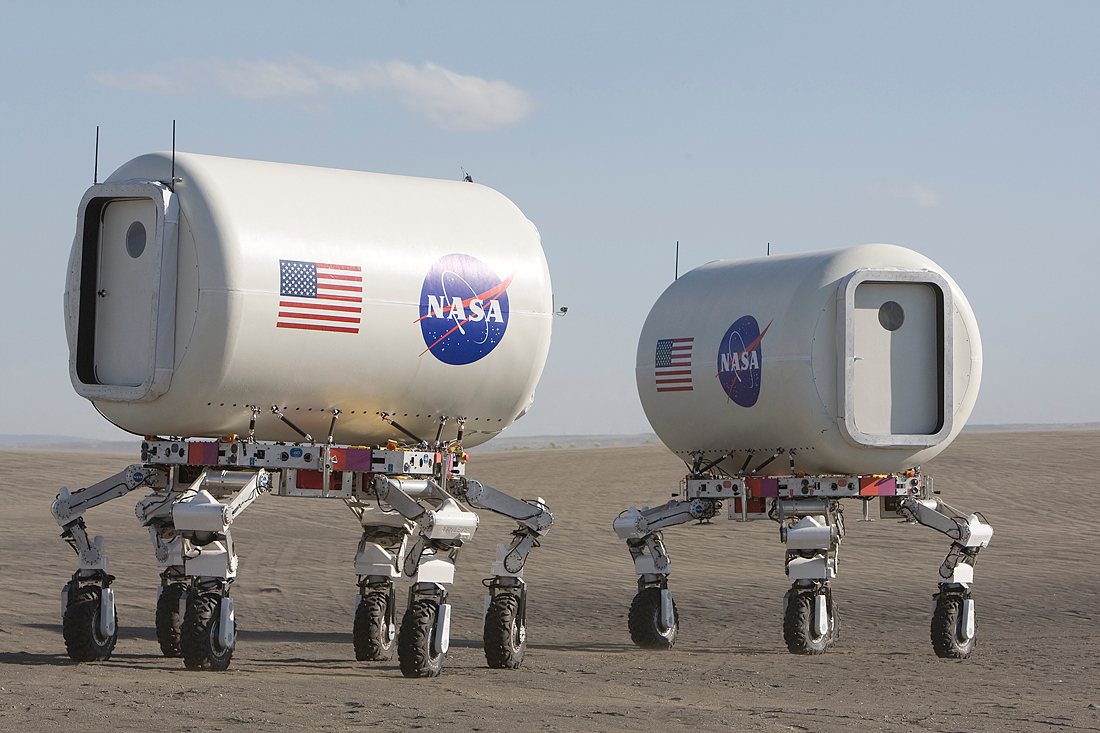
Rovers ATHLETE con hábitats para la tripulación.
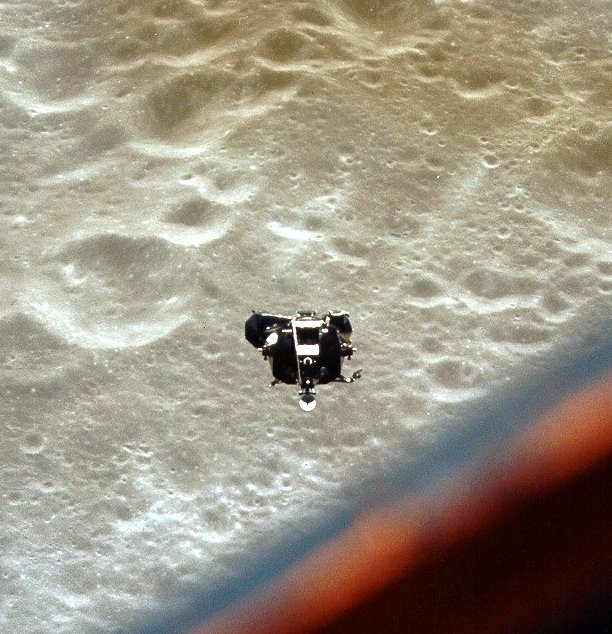
El módulo del Apolo 10, Snoopy, se acerca al módulo de servicio Charlie Brown para volver a acoplarlo, 1969.
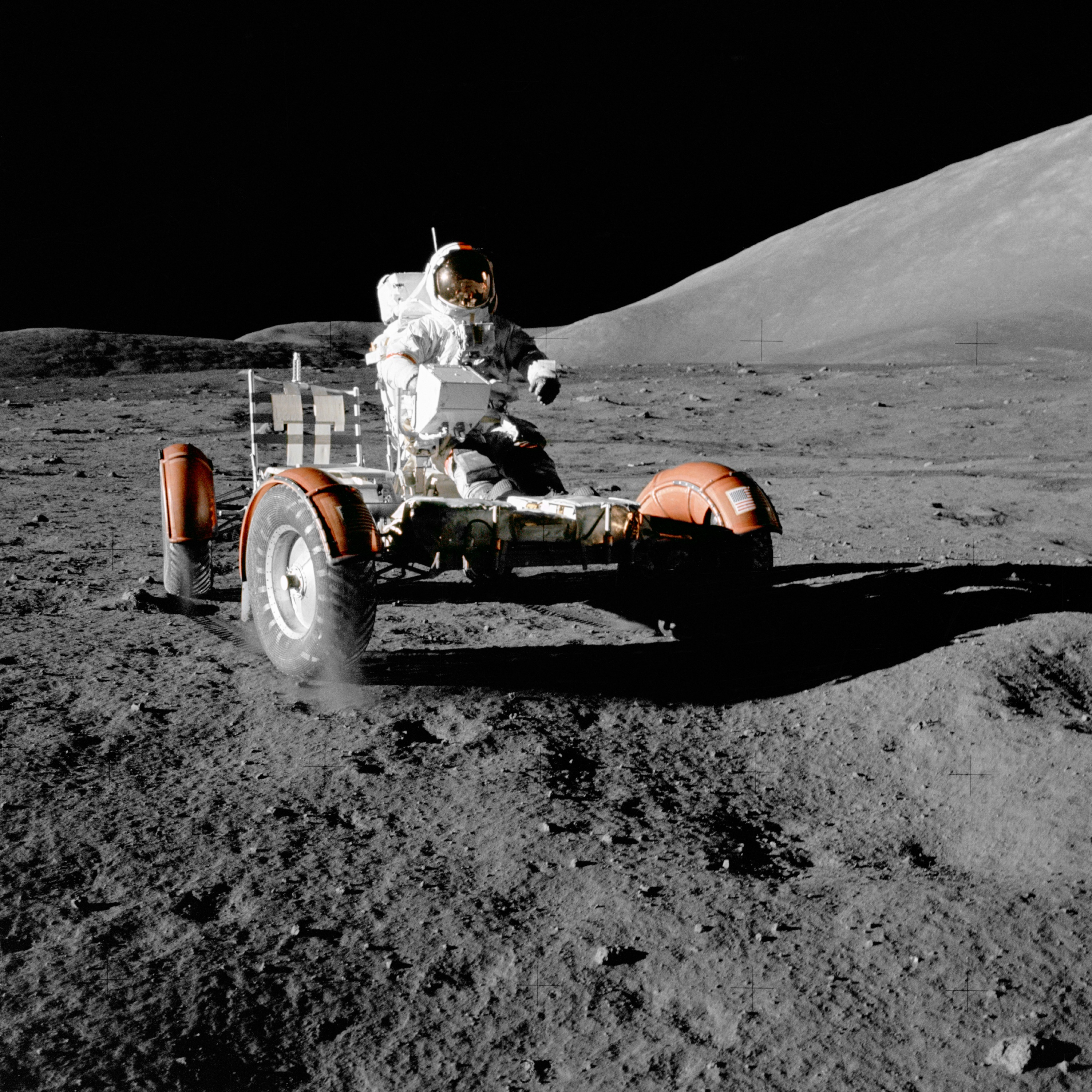
Eugene Cernan conduciendo el LRV en la misión Apolo 17, 1972.
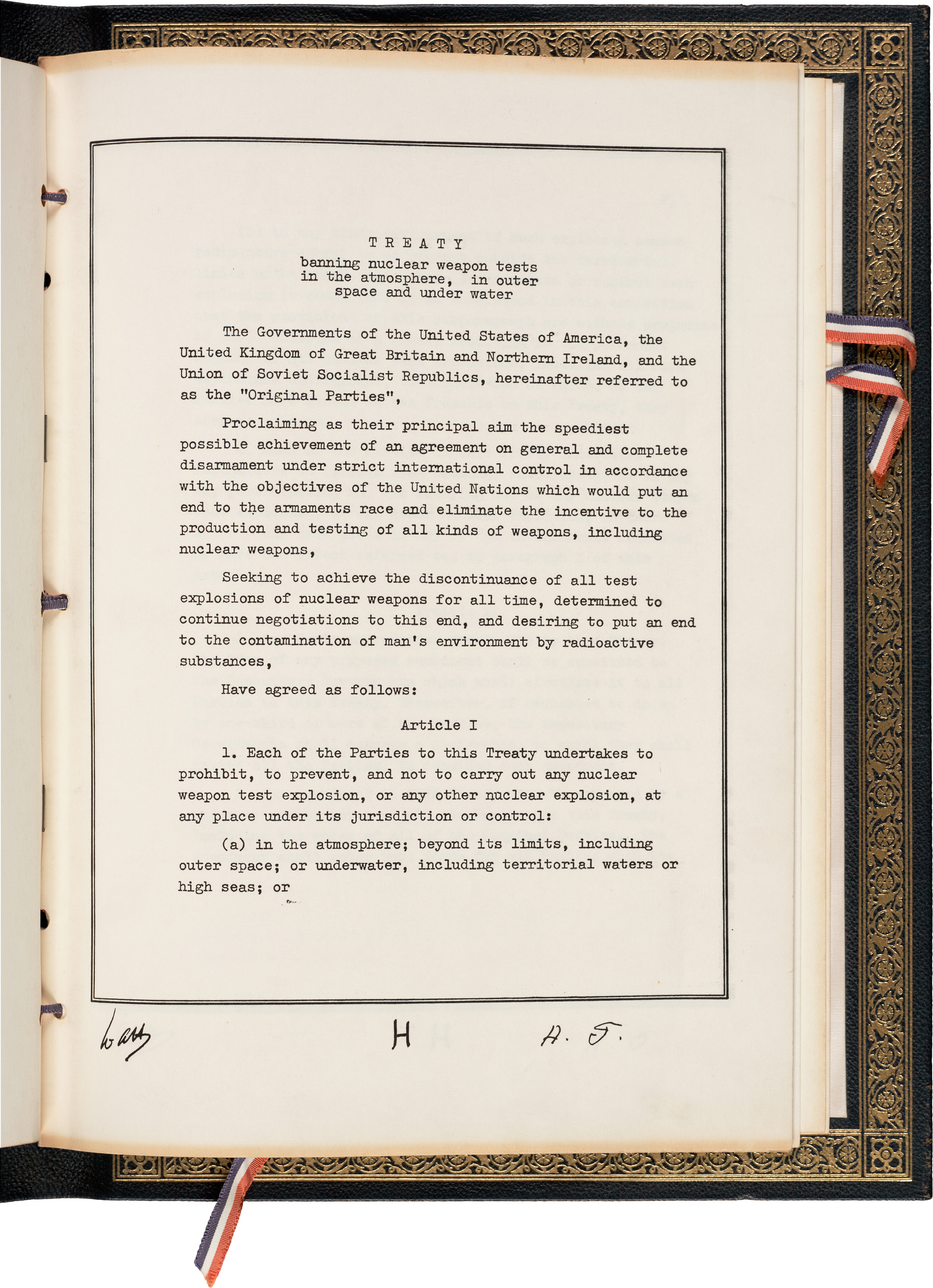
Tratado de prohibición parcial de ensayos nucleares de 1963, el primer tratado de derecho espacial internacional.
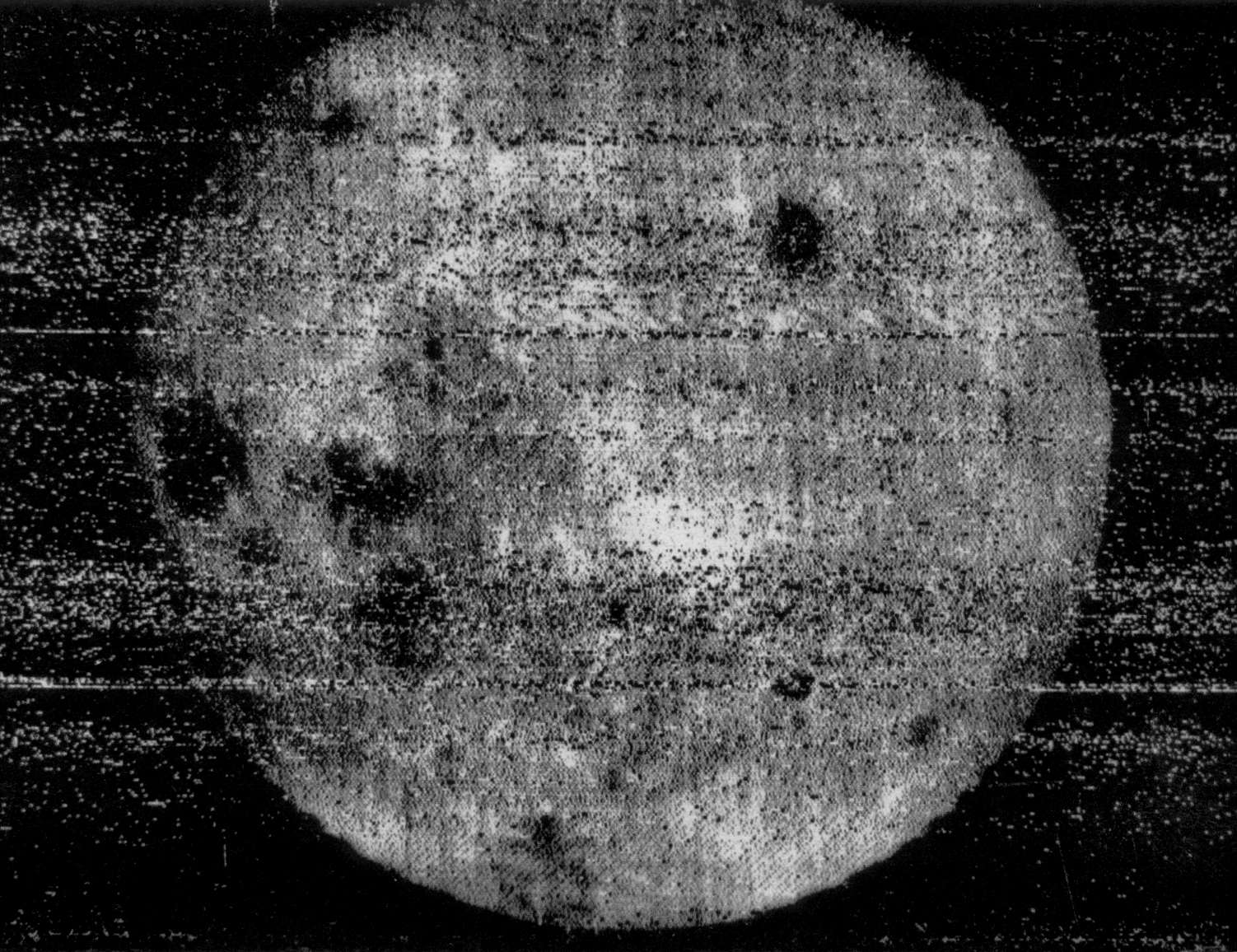
Primera imagen de la cara oculta de la Luna, tomada por Luna 3 en 1959.